# Hassan El-Shazly
Hassan El-Shazly talvolta Hassan El Shazly (Giza, 13 novembre 1943 – 20 aprile 2015) è stato un allenatore di calcio e calciatore egiziano.

## Caratteristiche tecniche
Era descritto come un attaccante devastante, letale con entrambi i piedi.

## Carriera

### Club
Ha giocato tra il 1959 e il 1977 nel Tersana, club egiziano col quale ha vinto un titolo nel 1962-63 e due Coppe egiziane nel 1964-65 e nel 1966-67. È stato capocannoniere del torneo egiziano per quattro anni. Nella stagione 1974-75 ha siglato 34 reti, record di marcature in un singolo torneo egiziano. Questo record lo ha raggiunto a 34 anni.
È il miglior marcatore di tutti i tempi del campionato egiziano grazie a 176 gol. Inoltre è il miglior marcatore egiziano della Coppa delle Nazioni Africane, con 13 reti.

### Nazionale
Con la nazionale egiziana ha disputato la Coppa delle nazioni africane 1963, ove risultò capocannoniere della competizione con 6 reti.

## Palmarès

### Giocatore

#### Club
- Campionato egiziano: 1

Tersana: 1962-63
- Coppa d'Egitto: 2

Tersana: 1964-65, 1966-67

#### Individuale
- Capocannoniere del campionato egiziano: 4

1962-63 (32 reti), 1964–65 (23 reti), 1965–66 (16 reti), 1974–75 (34 reti)
- Capocannoniere della Coppa d'Africa: 1

Ghana 1963 (6 gol)